# نبيل الفضل
نبيل نوري الفضل (1949 - 22 ديسمبر 2015)، طيار مدني سابق في الخطوط الجوية الكويتية وكاتب صحفي سابق في جريدة الوطن وعضو سابق في مجلس الأمة الكويتي.

## كتاباته
له العديد والكثير من الكتب والإصدارات الدينية آخرها كتاب «دين محمد والديانات السماوية» والكتب الفلسفية كتبها أثناء حياته قبل أن يتوجه إلى العمل السياسي والتي أدت إلى أن تتسم كتاباته اللاحقة أن تكون سياسية وبأسلوب النقد الشرس (غير الساخر) وغالبا ما ينتقد أعضاء مجلس الأمة الكويتي، مثل أحمد السعدون ومسلم البراك وفيصل المسلم.
كما يتميز أسلوبه الفريد باستخدام الألفاظ القاسية، وأحيانا الشتائم. ويبرر ذلك بأنه لا يمكن مواجهة ذوي اللسان البذيء إلا بلسان بذيء، وإن ترفعنا عنهم فإنهم سيتمردون. استمر نبيل الفضل في كتابته الصحفية في الفترة الأولية من عضويته للبرلمان فقد ذكر أكثر من مره أنه يمنع من الحديث تحت قبة عبدالله السالم وقد خاض صراعات صحفية وإعلامية مع كتلة الأغلبية البرلمانية المعارضة التي أفرزتها نتائج مجلس الأمة الكويتي (فبراير 2012). تميز بنشر معظم مقالاته في جريدة الوطن وكان آخرها «سباق النصف متر» والذي تحدث فيه عن الازدحام المروري بتاريخ 10 أكتوبر 2014 وصرح في إحدى اللقاءات عن توقفه عن الكتابة بعدما أصبح بإمكانه الإدلاء برأيه في مجلس الأمة.

## علمانيته
بداية حياته درس الفقه والشريعة الإسلامية وتعمق فيها وألف العديد من الكتب فيهما ومن ثم درس وحفظ الإنجيل والتوراة وتعمق فيهما ودرس الأديان حتى أخذ عنه أنه أصبح علماني وعرف عنه نقده للتيارات والشخصيات الإسلامية. فقد انتقد - مثلا - الشيخ نبيل العوضي في مقال كتبه الأول بعنوان  اللحية الملعونة  بعد أن قام الأخير بانتقاد علمانيي (أو ليبراليي) الكويت في مقال ووصف الكثير منهم بانعدام الرجولة والغيرة والأخلاق الحميدة. ويعرف الفضل نفسه أنه علماني، ويرى أن الكويت دولة علمانية، وقامت على أسسها. ومن مواقفه العلمانية دعوته إلى تعديل قانون الجنسية الكويتية الذي يرفض إعطاء الجنسية الكويتية لغير المسلم.

## عضوية البرلمان
بعد أن تم حل مجلس الأمة الكويتي 2009، شارك نبيل الفضل ولأول مرة في انتخابات الفصل التشريعي الرابع عشر وأثار الجدل بعد أن أعلن عن عزمه خوض الانتخابات في الدائرة الثالثة من غير مقر انتخابي وفقاً للعادات المتبعة عند جميع المرشحين والمتعارف عليها بين الناخبين حيث ارتكز في حملته الانتخابية بشكل أساسي على مقاله اليومي والمقابلات التلفزيونية والندوات القليلة. وفاز في المركز الثامن من أصل عشرة فائزين بعد أن صوت له 8,675 ناخب وفقاً لنظام الأربعة أصوات.
وبعد أن أبطلت المحكمة الدستورية مجلس الأمة الكويتي (فبراير 2012) تقدم للمرة الثانية بالترشح في انتخابات الفصل التشريعي الخامس عشر وكانت حملته الانتخابية بنفس الأسلوب من حيث أنه لم يقم بإنشاء مقر انتخابي. وفاز للمرة الثانية في المركز الثامن من أصل عشرة فائزين بعد أن صوت له 1,884 ناخب وفقاً لنظام الصوت الواحد.
بعد أن أبطلت المحكمة الدستورية مجلس الأمة الكويتي (ديسمبر 2012) تقدم للمرة الثالثة بالترشح في انتخابات الفصل التشريعي السادس عشر ولم يكن متواجداً في الكويت طوال فترة الانتخابات وذلك بسبب دخوله إحدى المصحات في الخارج وعاد ليلة الانتخاب وأجرى لقاء تلفزيوني وغادر بعدها مرة أخرى وقبل إعلان النتائج النهائية لإنتخابات مجلس الأمة الكويتي 2013. وأعلنت اللجنة الرئيسة لفرز الأصوات في الدائرة الثالثة أنه جاء بالمركز الحادي عشر مما يعني خسارته إلا أنه قدم طعنا أمام المحكمة الدستورية حصل على إثره حكما غير قابل للإستئناف يقضي بأحقية عضويته في مجلس الأمة الكويتي 2013 بعد أن تبين حصوله على 1,439 صوتاً وليس 1,382 صوتاً إذ جاء بالمركز التاسع وبهذا يكون قد فاز للمرة الثالثة.

## وفاته
توفي صباح يوم الثلاثاء 22 ديسمبر 2015 الموافق 11 ربيع الأول 1437 هـ، وذلك أثناء انعقاد جلسة لمجلس الأمة، حيث سقط مغشياً عليه بعد أن تعرض لسكتة قلبية وسقط وقد حاول المسعفون إنقاذه إلا أن محاولاتهم باءت بالفشل، الأمر الذي أدى إلى إيقاف الجلسة وإخلاء القاعة من الجمهور ووسائل الإعلام وتم وضع علم الكويت في موضع جلوس النائب الراحل. طلب خلال مداخلته قبل وفاته بدقائق منع النواب من تقديم المعاملات إلى الوزراء خلال انعقاد الجلسة ووصفه بالمنظر الغير حضاري وطلب من الوزراء رفض هذا الأمر أيضا وأكد أنه يرفض مبدأ تخليص المعاملات من الأساس.

## خلو المقعد
طبقا للمادة 84 من الدستور الكويتي تم إعلان خلو مقعد النائب نبيل الفضل بتاريخ 12 يناير 2016. وتقدم 52 مواطناً بأوراق ترشحهم بينهم امرأتان فقط كما تنازل 3 مرشحين ليصل العدد إلى 49 مرشحاً ومن بين المرشحين أحمد نبيل الفضل الذي أكد بأنه يؤد إكمال ما بدأ به والده.